# Росси, Агустин Даниэль
Агусти́н Даниэль Ро́сси (исп. Agustín Daniel Rossi; родился 21 августа 1995 года, Буэнос-Айрес, Аргентина) — аргентинский футболист, вратарь клуба «Фламенго».

## Клубная карьера
Росси — воспитанник клуба «Чакарита Хуниорс». 2 апреля 2014 года в поединке Кубка Аргентины против «Институто» Агустин дебютировал за основной состав. 25 мая в матче против «Темперлея» он дебютировал в Примере B Метрополитана. В начале 2015 года Росси перешёл в «Эстудиантес». Сумма трансфера составила 500 тыс. евро. 18 апреля в матче против «Росарио Сентраль» он дебютировал в аргентинской Примере.
Летом 2016 года для получения игровой практики Росси на правах аренды перешёл в «Дефенса и Хустисия». 27 августа в матче против «Росарио Сентраль» он дебютировал за новый клуб.
В начале 2017 года Агустин перешёл в «Бока Хуниорс». Сумма трансфера составила 1,4 млн евро. 11 марта в матче против «Банфилда» он дебютировал за новую команду. В своём дебютном сезоне Росси стал чемпионом страны.

## Международная карьера
В начале 2015 года Росси в составе молодёжной сборной Аргентины выиграл молодёжный чемпионат Южной Америки в Уругвае. На турнире он сыграл в матче против команды Боливии. Летом того же года Агустин в составе сборной принял участие в молодёжном чемпионате мира в Новой Зеландии. На турнире он был запасным и на поле не вышел.

## Достижения
Командные
 «Бока Хуниорс»
- Чемпионат Аргентины по футболу — 2016/2017

Международные
 Аргентина (до 20)
- Чемпионат Южной Америки по футболу среди молодёжных команд — 2015